# Çankırı (stad)
Çankırı is de hoofdstad (İl Merkezi) van het gelijknamige district en de provincie Çankırı in het noorden Turkije. De plaats telt 199.981 inwoners (2024).
In de Romeinse en Byzantijnse tijd was de naam van de stad Gangra.

## Verkeer en vervoer

### Wegen
Çankırı ligt aan de nationale weg D765 en de provinciale weg 18-01.
Centrale districtsplaats (İlçe Merkezi): Çankırı
Gemeenten (Beldeler): Geen
Dorpen (Köyler):
Ağzıbüyük · Ahlatköy · Akçavakıf · Alaçat · Alanpınar · Alıca · Altınlı · Aşağıçavuş · Aşağıpelitözü · Aşağıyanlar · Ayan · Balıbağı · Başeğmez · Bayındır · Beşdut · Bozkır · Çağabey · Çatalelma · Çayırpınar · Çiviköy · Danabaşı · Dedeköy · Değim · Dereçatı · Doğantepe · Dutağaç · Germece · Hasakça · İçyenice · İnaç · İncik · İnandık · Karadayı · Konak · Kuzuköy · Küçüklü · Ovacık · Paşaköy · Pehlivanlı · Satıyüzü · Süleymanlı · Tuzlu · Tüney · Ünür · Yeşilyurt · Yukarıçavuş · Yukarıpelitözü
- Gemeinsame Normdatei: 4229337-6
- Library of Congress Control Number: n87942931
- Nationale Bibliotheek van Israël: 987007564823305171
- TDVİA: cankiri
- Virtual International Authority File: 158375360